# Ana Ivis Fernández Valle
Ana Ivis Fernández Valle (ur. 3 sierpnia 1973 w Sancti Spíritus) – kubańska siatkarka, była reprezentantka kraju. Gra na pozycji środkowej bloku bądź atakującej. Obecnie występuje w rosyjskiej Superlidze, w drużynie Leningradki Sankt Petersburg.
Kariera:
- Matanzas
- Volley Bergamo
- Spar Teneryfa Marichal
- Leningradka Petersburg

Sukcesy:
- 1991 - Złoty medal Igrzysk Olimpijskich w Varcelonie
- 1996 - Złoty medal Igrzysk Olimpijskich w Atlancie
- 1998 - Złoty medal Mistrzostw Świata rozgrywanych w Japonii
- 2000 - Złoty medal Igrzysk Olimpijskich w Sydney
- 2004 - Brązowy medal Igrzysk Olimpijskich w Atenach